# Lucien-Marie Harmegnies
Lucien Marie Joseph Ghislain Harmegnies (Saint-Ghislain, 19 maart 1892 - Avignon, 9 april 1942) was een Belgisch volksvertegenwoordiger.

## Levensloop
Harmegnies werd journalist. Van 1925 tot 1929 was hij provincieraadslid voor de provincie Namen.
In 1932 werd hij verkozen tot socialistisch volksvertegenwoordiger voor het arrondissement Namen.